# ケシカスくん
『ケシカスくん』は、村瀬範行による日本の漫画作品とその主人公の名前。

## 概要
『月刊コロコロコミック』においては2004年6月号から連載開始、『別冊コロコロコミック』においては2004年8月号から2023年6月号まで連載された。もとは『月刊コロコロコミック』2004年4月号に読み切りとして掲載された4コマ漫画で、後に連載を開始した。読みきり版は単行本第1巻に収録されている。
他の『コロコロコミック』作品と比べてページ数が11 - 13、15と短めで、下ネタや「あるあるネタ」がやや多いのが特徴。1、2年に1回の程度の割合で、長編とVS修正液シリーズが掲載されている。
第53回（平成19年度）小学館漫画賞児童向け部門受賞。
2008年4月から2013年3月まで『おはコロシアム』にCGキャラクターとなって出演した。また、2010年1月12日より『おはスタ』内でアニメが放送される。同年2月にはタカラトミーによってトレーディングカード『カスネタ帳』が発売され、7月にはコナミデジタルエンタテインメントによるニンテンドーDS用ゲーム『ケシカスくん バトルカスティバル』も発売された。現在は単行本が販売されている。
『コロコロイチバン!』2016年5月号より、ケシカスの弟・チビカスを主人公にしたスピンオフ作品『チビカスくん』が連載されている。

### デュエル・マスターズ
『デュエル・マスターズ』（原作：松本しげのぶ）関連作品に登場。
コラボ漫画『デュケシ・カスターズ』とアニメ『（新章）デュエル・マスターズ』第20話・第21話に登場。どれも、クリーチャーという扱いになっている。漫画『ケシカスくん』内にも登場。
漫画『ケシカスくん』では、ザキラと勝負するが、悪ふざけに激怒され土下座する。
コラボ漫画では、切札ジョーとコンビを組み、ボウズ&ワルオに勝利。
アニメでは、切札ジョーと対戦するが、敗北する。
消王ケシカス
『月刊コロコロコミック』2017年9月号付録（同号にコラボ漫画も掲載）。

## あらすじ
文具界の王、ケシカスくん達が起こすパワフルコメディ。時にはライバルと戦ったり、持ち主のボウズと騒動を起こしたりなど毎日がパワフルいっぱい！

## 登場人物

### 主な登場人物
ケシカス
声 - 岩田光央
本作の主人公。消すことを趣味としており、アイドルとしてブレイクを目指しているケシゴム。また、文具界ナンバーワンと自分で言い張る。だが、実際の所人気がないため、エンピツから「自分でナンバーワンと言い張るただのイカレケシゴム」と呼ばれる。初期は「気にいらねぇヤツは消す。ケシカスです」をモットーにしていた。マジックペンが天敵。時折ライバルを理不尽かつ極悪非道な方法で叩きのめしたり（「消す」と表現される）、主にボウズやその所持品、学校の備品などに因縁をつけたりひどいイタズラをしたりする。反面他人想いな一面もあり、大長編シリーズなどではボウズのために体を張ったりボウズを諭すことが多い。よくオチなどで「ブリン」「ボリン」などという音を立てて体やチンコがちぎれたりあるいは取れることがあり、そのたびに「ノーン!!」「ポーン!!」と叫んだりする（女子からは「汚れ芸」と嫌われている。また、「ノーン」は後にギャグにもなっている）。急所はチンコであり、誰かにちぎられたりまたは強い衝撃を与えるとほぼ必ず気絶する。本人も酷い目に遭ったり、ツッコミ役をすることも多い。昔は角を削られまいと、消すことを拒否していた。体が白いため雪の日には遭難しやすい。デュエマのデッキーくんに似ているためよく真似をしていた。（作者からは「デッキーくんのパクリ」と言われた。）
ボウズ
声 - 高垣彩陽
ケシカスの持ち主。小学4年で小学校では4年2組に所属。いつもケシカスの被害に遭っている。大抵は許すが、怒ってケシカスをサイコロ状に切り刻んだり、ケシカスライス(ケシカスをスライスしたもの)を作ったり、シャーペンで刺したり、定規や素手で半分にしようとしたりしたことがある。また、ノートを消したらおろし金ですりおろすという予告をしたことがある。しかしケシカスのことは憎からず思っており、友達として信頼している。テストの度にケシカスに問題や解答を消され白紙にされるため、成績は悪い（進級をかけた追試を受けたこともある）。また、ミナコに恋焦がれており、ラブレターを書いたりプレゼントを贈ったりと様々な策をこしらえるがことごとく失敗している。住んでいる場所についてはコミックス3巻の大長編ケシカスくんでお父さんとお母さんが離婚を考え、離婚届を市役所に提出する際、その市役所の名が「ペキナン市役所」だったが、コミックス2巻「ツーンと来ます」でケシカスに届いた手紙の封筒には「ヘキナン市（以下は省略されていた）ケシカス様」と書いてあった。ケシカスからいつも被害を受けているため、ケシカス以上に性悪になってしまった。一時期、ケシカスに食事や睡眠中にケシカスを食べさせられ、消しゴムになってしまったことがある。現在はケシカス以上のボケをかましたり、ケシカスと共に悪行を働くことも多い。
エンピツ
声 - 日笠山亜美
ケシカスの子分。ケシカスの愚行や悪行を一番多く目撃しているにもかかわらず、一向にケシカスに愛想を尽かす素振りを見せず、忠誠を誓っている。芯が折れることがある。昔はケシカスと共にとがっていた時期もあった（ケシカスは角があり、エンピツは芯を伸ばしていた）が、昔の持ち主（今のボウズの母）に対するケシカスの行動に心を打たれ、今はやさしいキャラクターとなっている。
修正液
声 - 大川透
ケシカスのライバル。通称“白い魔術師”。ケシカスによく中身を搾り出されてしまい、一回「ただの容器」とケシカスに馬鹿にされた。よくアンケートなどに使われるタイプのキャップがないボールペンをいつも手に持っている。容器のシールは服だが、顔が付いているためはがすと息ができなくなってしまう。元の持ち主はボウズの父であり、今も使われているらしい。2巻でカス田大サーカスに中身を吸い取られた。修正テープが現れた時には「俺のライバルはケシカスだけだ」と発言していた。
チビカス
声 - 間宮くるみ（ゲーム版）
ケシカスの弟。見た目は可愛いが、消し方が兄よりも激しい（カス息子を粉砕したり、ノートに穴を開けたり、エンピツを削りカスにするほど。ボウズの衣類やケシカスの衣服に当たるスリーブに代表されるように、布や紙も粉砕できるようである）。チンコは、兄のケシカスや、持ち主のボウズよりも2倍くらい大きい。2016年から「チビカスくん」の連載開始以降は「ケシカスくん」の登場が衰退傾向にある。
なお、アニメには出演しなかったが、ゲーム版には終盤で登場する。
エリートシャーペン
声 - 千葉進歩
キャップの部分を取り替えることによってホビーとなる最先端の文具。芯がすぐ折れるところがケシカスのちぎれネタとかぶっている。「エリート」とあるが、エンピツより格下。一度ケシカスの人気者の座を奪おうとした事もあるためケシカスとの信頼関係は欠ける。シャーペンの中でも実力者。
水のり
声 - 下山吉光
ノリだけにノリノリなラッパー。水ノリだけにケシカスに対して異様にベタベタしてくる。「ヘイ、ブラザー!」と言って良くケシカスを手伝おうとするが大抵とんでもないミスをしてケシカスの足を引っ張る。ノリクミインと言う家族がいる。
ふで爺
声 - 藤本譲
名前道りの筆の老人。ケシカスのパートナーに立候補し書き初めを披露したが、ケシカスに阻止された。相手を「殿」と付けて呼ぶ（「ケシカス殿」など）。2012年で99歳であることが判明した。はさ美に恋を抱いているがいつも「キモ」と言われている。
カス息子
声 - 岩田光央
ケシカスくんがなにかを消したときに生まれてくる。普通のカスと違い形が丸く目鼻も付いている。なお、娘は発見されていない。「パパー、パパー」としか喋らないことが多いが、普通の日本語も話す。読み切りでは「ダディー、ダディー」と呼ぶ物も登場した。『おはコロ』に出演した際は岩田光央が声を当てている（「ワーイ」とのみ発言）が、アニメ本編ではSEで「パパー」と喋っていた。何個も集まると合体し、可愛くなくなる。
下じき
声 - 千葉進歩
ケシカスとザキラのデュエルの時、カードになって、叩きつけたときの風でザキラのデッキを吹き飛ばそうとしたが、カードを手で押さえられたため失敗した。
下に敷かれるのを嫌っているため、一度ケシカスと対立した。「下には下がいる」をモットーにしている。『おはコロ』のオープニングでは摩擦を起こし静電気を起こされたりした。
『おはスタ』のアニメではまだ対立している様子があり、原作では常時着用しているマスクは戦闘時のみ「装着!」と叫んで着用している。
はさ美
声 - 直木萌美
ウサギの服装がチャーミングなはさみ。長澤まさみのパロディ。文具のみんなからは注目の的。ケシカスが彼女のためにラブレターなどを使って告白しようとしたが失敗した。また、ザリガニの彼氏がいる。
ミナコ
声 - 牧口真幸
ボウズのガールフレンド。ケシカスはいつも彼女にやられている。また、ケシカスやボウズによってたびたび被害に遭っており、彼らに悪気は無くとも結果的に彼女の怒りを買ってしまうケースが多い。見かけによらず力は強い。ケシカスのことを「ケシゴム」と呼んでいたが、その後「ケシカスくん」に。しかしその後は「カス」「ヨゴレ」などと、ケシカスに対する態度が悪化している。パズルが得意だが家庭科が苦手。ケシカスとボウズのせいでチンコを見ることがほとんど平気になってしまった。
ワルオ
ボウズのクラスメート。悪ガキだが、大長編では自身のゲームを咄嗟の行動で持ち帰ってしまったボウズが謝罪に来た際には責めず逆に「（ゲーム持ってない）ボウズをほっといて悪かった。これからは一緒にゲームしよう」と謝罪する心優しい一面もある。
和尚（おしょう）
ボウズのクラスで一番人望が厚く、みんなから尊敬されている。子供とは思えないほど悠々と構えている。学級委員選挙七期連続当選。校長先生の息子らしい。将来の夢は宇宙飛行士。小学生なのに貫禄あり。学級委員ということもあり人が良いことからゲームではいつもケシカスの標的にされる。
先生
声 - 佐藤美一
ボウズのクラスの担任。丸メガネをかけている。昔ながらの厳しい人物であり、嘘つきが大嫌いで怒ると鬼の形相になるほど怖い。頭がハゲており、それをネタにされることが多い。一時期かつらを着用した時もあった。独身でアパートに一人で住んでいる。ボウズの母の小学生時代の担任でもある。
アニメでは声のみ出演。
ボウズの父
名前は「まさかす」。ボウズからは「お父さん」と呼ばれる。「感動長編」で初登場。課長らしい。一度ケシカスのせいでクビになってしまったことがある。たまにボウズ達にいたずらをすることがあるがいつも母から制裁を食らっている。
ボウズの母
名前は「かすみ」。ボウズからは「お母さん」と呼ばれる。同じく「感動長編」で初登場。専業主婦。怒ると怖い。ケシカス、エンピツの元の持ち主であり、昔は体が弱かった。初期は髪が長かった。車の免許をもっている。

### その他の登場人物
ケシ社長
ケシカスくん商品を売ろうとしている社長。いつもケシカスくん商品を作るためにケシ（→カス）課長を試作品代わりにしている（しかしボツネタばかり）。また、カス課長に文句を言われると、「カス野郎!!」と言って怒る。
ケシ課長→カス課長→クリスカス課長→ハニカス王子→ケシがらわしい課長
ケシ社長の部下。元々は「ケシ課長」という名前だったが、彼がケシカスくん商品を売ろうとしているケシ社長に進言するたびに「カス野郎!!」と怒鳴られ、その度に名前を変えられている。
フランケシタイン
ケシカスの偽者。ケシカスのことを「ケシゴムくん」と呼ぶ（これは自分こそがケシカスだと思っているため）ケシカスくんの人気を頂こうとした。消しゴムのカスを繋いで出来たため、継はぎだらけ。ケシカスにいきなり波田陽区の物まねをして攻撃（?）した（そしてケシカスに呆れられていた）。
タケシ
ボウズのクラスメイトで、フランケシタインの持ち主。こちらはいきなりヒロシの物まねをした。
ロナウジーニョ
通称「ジーニョくん」。ロナウジーニョのパロディ。顔はブサイクだがサッカーがとても上手く、クラス1のモテモテ男。ケシカスがサッカー勝負を挑んだが、サッカーについて熱く語ったら、ケシカスに「その顔じゃ無理!」と馬鹿にされ、泣きながら教室を出て行った。また、3巻でも再登場したが、こちらは若干顔が変わっている。
ジ・ターン
ジーニョくんが所有しているコンパス。ジダンのパロディ。ジーニョくんとはサッカーを通じて分かり合った友達という。ケシカスに「ジーニョくんに代わって打ち負かす」と勝負を挑んだ。そしてサッカー対決でケシカスの股抜きを挟んで阻止し、勝った。
トウフ兄貴
昔ケシカスとの仁義なき戦いの末殺されたヤクザの親分。
オカラさん
トウフの子分。ケシカスに「大豆のカス」と言われ、無視された。
カマボコ
ケシカスのことがなぜか気に食わない。調理実習で作るうどんの具としてボウズに包丁で切られる（その後間違えてケシカスも切られ、2人になった）。
黒板消し
声 - 佐藤美一
ケシカスのライバル。読みきり版から登場している。必殺技は自分の顔面を定規で叩きチョークの粉を飛ばす「黒板消しパンパン」。同じくケシカスのライバルである修正液の人気が上がってからは黒板消しはいつのまにか登場しなくなった。
森のホチキス
声 - 牧口真幸
熊を模したホチキス。語尾に「クマ」とつける。特技は「甘噛み」。
カス田大サーカス
安田大サーカスのパロディ。学級新聞で「ケシカスくんブレイクせず」と書き立てられ、ケシカスが1人でブレイクすることを諦め、団長（団長）になって、新たに「デブ」（HIRO）と「ヒゲ」（クロちゃん）が加わって3人で「カス田大サーカス」を結成。しかし修正液とアイドルの座をかけてネタ対決をしたがことごとくネタがすべり、負けた。
消志團
6人組文具バンド。氣志團のパロディ。綾小路消（ケシカス）、エンピツ、チビカス、修正液、水のり、フデ爺で組成されている。いつもめちゃイケの数取りゲームをやっている（練習らしい）。ミナコに振り向いてもらいたいボウズのために朝会で乱入ライブをやったが、ベースやドラムなどではなくカスタネットを使ったため、あえなく失敗に終わった。
ノリクミイン
水のりの家族（ノリファミリー）。戦艦から登場してくる。スプレーのり、スティックのり、でんぷんのりなどと、種類は様々。ケシカスのちぎれた服を直そうと努力したが、水のりがケシカスの服をノートに貼り付けてしまったため作戦失敗に終わる。なお、そのうちの1人はのりではなくリップクリーム。
ノート
声 - 大川透
普段は普通のノートだが、下敷きを紹介したときのみ目鼻があり会話もした。ケシカスたちが上で暴れても痛みなどは感じていない。
うわばき
おとしもの箱に捨てられている。「まっつん」というあだ名が書かれている。
赤白帽
ゴムが伸びきっている。帽子の中に人前に見せられないようなことが書いてあるため、持ち主は取りに行きにくい。
シャー芯子
声 - 高垣彩陽
シャーペンに捨てられたため、ボキボキ折れてなかなか字を書けないシャーペンの芯。ケシカスに励まされ必死に書いた文字をケシカスに消されて、あえなく再起不能なほどに折れてしまった。
ワサビ
価格千円。子供達から人気を得ようとケシカスに弟子入りした（ワサビだけに）。度々ツンと来る一言を言うが、しょうがと比較されると落ち込む。彼の弟はチューブ入り練ワサビだがケシカスは最初会った時はチューブのりだと勘違いしていた。
タッチペン
ニャンテンドーDS（ニンテンドーDSのパロディ）のタッチペン。ケシカスが自身の見た初夢のせいでエンピツ以外の文具と組もうとしていた際にエンピツが「今ペン業界で1番輝いているペン」として紹介し、ケシカスは抽選会に出品されていた彼を引き当てようとしたが失敗に終わった。
万年筆子
万年筆。いい子ちゃん気取りの性格。ケシカスが金魚に消しカスを食べさせたという不祥事を、学級新聞で発表しようとした。また、コミックス6巻では、ボウズが下校中に公園の公衆トイレに行こうとしたときに寄り道と誤解された。持ち主は市役所（ただし、6巻では別の子のランドセルの上にいた）。
万年筆まんねんくん
声 - 中村勇祐
関西弁を話す万年筆。出っ歯が目立つ。平気でケシカスの悪口を言ったりなどする、かなり命知らず。ケシカスやボウズなどに頭を叩かれるとペン先が真っ二つに壊れてインクが大量に漏れ出す。口癖は「なに言うてまんねん」。万年筆子との関係は不明（コミックス5巻では、彼女と格闘している描写がある）。
ケシカスの先祖
学校のグランドの中に埋まっていた卵から目覚めた消しゴム。原始人の格好をしている。手に持っているハンマーで消す（正確には潰す）。ハンマーはスコップ代わりにもなるらしい。落ちている物どころか地面に埋まっていた物でも平気で口にする。フラッシュ（閃光）を見ると反射的に攻撃してしまう。「キョエー!!」などという奇声を発する。
ザキラ
元々は『デュエル・マスターズ』のキャラクターだが、劇中でゲスト出演したことがあり、このときは消（しょう）ちゃん（ケシカス）とデュエルをしていた。ケシカスに「ザ・ニラ」と改名される。
エンピツつきケシゴム
その名の通り鉛筆付き消しゴムである。ムチウチの治療中らしい。柄が長く持ちやすいので消すのが速いと豪語していたが、消しゴムが折れるのが早かった。
お絵かき用磁石ボード「センセー」
黒板が濡れていたりして使えないときにボウズの担任が代用品として使うおもちゃの黒板。消すのがとても速く、たとえ自分への褒め言葉だろうと何の抵抗もなく消す。ケシカスが勝負を挑んだら完敗した。
セロハンテープ
声 - 中村勇祐
自分のことをカッコイイと思っているセロハンテープ。テープで様々な奇跡（?）を起こす。かなりの変態。
ジョーギ
曲がったことが大嫌いな性格の定規。あまりにうるさい性格だったためケシカスに目盛りを消される。
ニセカス
元はボウズにカマボコと共に包丁で切られ2人に分裂したケシカス1号。（1巻参照）そして2号と「2人で頑張ろう」と約束したが、2号に裏切られ、ちんこを取られニセカスとなる。その後ミナコに落とし物箱に入れられ、それ以来赤白帽やうわばきと落とし物箱生活を続けている。
市役所のおやじ (市民課)
「感動長編」で、ボウズの両親が離婚届を出しに言った市役所で働く、出っ歯のいやらしい中年男性。「子はカスガイ、カスGUY」という下らないギャグを言って、シャーペンと修正液の制裁を食らった。
市役所
長編「キミは消えてないか？」に初登場したボウズのクラスメート。上記の市役所のおやじと顔立ちが似ている。足が遅いことがコンプレックス。
史上最強の弁消士軍団
「感動長編」に登場。『行列のできる法律相談所』の「史上最強の弁護士軍団」のパロディ。当時番組に出演していた「北村弁護士」、「住田弁護士」、「丸山弁護士」、「久保田弁護士」のような姿をしている。ボウズの両親が離婚するかどうかジャッジした（その際、ケシカスも当時の番組司会者島田紳助らしき姿をしていた）。
下敷きの父
声 - 藤本譲
下敷き一族の王様。下敷きに、下敷き一族の「下に敷かれる」という宿命について語る。
神様（文房具屋のオヤジ）　　　　　　　　　　　
ペキナン文具店（へきぶん）の店長。文具たちにとっては神様のような存在。「古い文具同士を殺し合わせ、新しい文具が売れるようにする」という野望がある。ビリーズブートキャンプのパロディで登場したことがある。
天下ス一武闘会では開催者として登場し、同時にマッチョの姿も見せた。
剣山
天下ス一武闘会にて、ケシカスの最初の対戦相手として登場。ケシカスからは「文具じゃねえ」と突っ込まれたが、1回戦でケシカスに勝利した。
エンピツケズリ、ヤスリ
ケシカスの見た夢に“カスヶ原の戦い”に出現した修正液の部下。その夢でケシカス達の軍は大敗を喫した。
ミナコケシゴム
読み切り版に登場したミナコの所有するケシゴム。性別は♀で、ツノ等はついていない。ミナコを振り向かせる作戦としてケシカスと取って代わられるなどした。
リス型ケシゴム
ミナコの所持品。リスの形をした消しゴムとクリーナー付ケース。ケシカスに馬車のように使われていた。
明消小五郎
名探偵明智小五郎のパロディ。事件の解決はいつも失敗に終わる。また、自分が犯人になったりもする。
ネリ警視
明消小五郎の部下のねり消し。暗号を解読する際は本当にひねる。
ボールペン
大勢で悪の軍団を結成したボールペン。おもちゃの兵隊のような服装で銃まで持っている。子供達の手のシワをなぞりつくしたあと、世界中に爆弾を落とすという計画を立てていた。ケシカスは彼らの書いた字の上に砂を敷いて消しにかかった。
三色将軍
三色ボールペンで、ボールペン軍団のボス。色ごとに人格が違い、意見がまとまらない。これにイラつきを見せたケシカスは彼の身体に消しカスを容赦なく詰めまくり窒息させるという方法で倒すが、窒息後に爆発し、ケシカスも巻き込まれた。
ハハカス
ケシカスの母。なぜかケシカスの親なのにせっけんである。能力は人の頭をせっけんであわ立てると、その人の記憶を消すこと（ボウズがその被害を受けた）。ケシカスには旧図工室に閉じ込められるほど嫌われているものの、あらゆる手を使ってでもケシカスに好きになってもらおうと奮闘している。
ケシカスの父
ケシゴムだったが今は消しカスになった状態である。ケシカスは、天下ス一舞闘会で優勝したら父を生き返らせると宣言したものの、途中敗退。代わりにエンピツが生き返らせたが、普通の消しゴムに顔を書いただけの粗末なものだった。
シルバーさん
鉛筆用補助軸。貧乏削りをされ落ち込んでいたエンピツが使用するも年老いた短い鉛筆にその座を奪われる（電車でいうところの優先座席に相当）だが年老いた鉛筆は補助軸の中にはまり込んでしまった。
リッキー
パラパラマンガが上手く、女子から人気がある。長州小力のパロディ。
スティーブン・セカール
フケ顔に似合わず「指の間カンカン」が得意。スティーヴン・セガールのパロディ。
チワワ
学校に侵入したチワワ。ミナコなどの女子に可愛がられていた。普段は普通のチワワだがケシカスの前では邪悪な本性を見せる。だが生徒の給食に飛び掛ったため食器を投げられ追放される。
キューちゃん
声 - 大川透
フデ爺のペット（?）のタコ。文具と認められるためにフデ爺とともにケシカスに勝負を挑む。
ヤギ
声 - 下山吉光
ケシカスの弟子の山羊。文具王正統後継者である。ノートやテストの紙をおかまいなしに食べる。また、よく糞をする（ケシカスを食べた時も糞で出てきた）。
アニメではボウズ達の通う学校に転校生として登場。初登場回「転校生来る!?」ではサンプリング音声で鳴くのみで話さなかったがその次回からは言葉を話すようになった。話してからは女たらしになり、ミナコとイチャイチャするようになったため、ケシカスとボウズはなんとか追い出そうとする。一度頭のみ人間化し人面ヤギにもなった。
クッキー
ホワイトデーに贈るものの定番としてケシカスと修正液に対抗したお菓子の一人。肩書きは「パリッとさわやか系」。白くない、字を消せないというケシカスらの変な言いがかりによって破滅。
キャンデー
同上。肩書きは「甘え上手」。ケシカスに“アメ”呼ばわりされ、虫歯になるからというまっとうな理由で否定された。
マシマロ
同上。肩書きは「すべてを受け止める包容力」。ケシカスにあぶって食べると美味しいと勧めたが丸焼きにされる。
フセン
声 - 中村勇祐
黄色い付箋。紙の一枚ごとに表情が違い、はがすと人格すら変わる。
彫刻刀丸
声 - 川原慶久
彫刻刀。性格・容姿は武士そのもの。
ワルエンピツ
声 - 佐藤美一
紫色の不良の鉛筆。その曲がった根性をケシカスが体内に入って消し直ったが、改めてワルになると宣言してしまう。

### ゲームオリジナルキャラクター
鉛筆削り
教室のボス
　乾電池キング
理科室のボス。
　炊飯器
給食室のボス。
　地球儀
校長室のボス。
　ブンボルグ

### 実在の登場人物
谷亮子
谷佳知
アレックス・ラミレス
南海キャンディーズ

## 読者コーナー
本編が終ったあとに掲載されていた2pほどの読者参加企画。
新ライバルキャラ勝ち抜きバトル
読者が考えたキャラクターとケシカスや前回の勝者が戦うコーナー。今まで2回行っている。キャラクターが1か月勝ち抜くごとに考案者に作者手作りのケシカスくんの人形がプレゼントされ、負けても作者のサイン色紙が貰える。また、3か月勝ち抜くとチャンピオンとなり、考案者は、1回目（コミックス2巻収録）はゲームボーイアドバンスSP、2回目（コミックス4巻収録）ではニンテンドーDSが貰える。2006年3月号で終了した。コミックスでは日記風になっている。
カス文コンクール
何らかの文章の一部を消すことで、その意味を全く違う物に変えられる組み合わせを考えるコーナー（例：「ボクチンミナコのことがスキ!!」→「チンコのことがスキ!!」）。元ネタはコミックス2巻「決死!ラクガキ地獄」。ネタが連載された場合、カスの数（ポイント）に基づいて商品が貰える。カス1つの時はサイン入り限定下敷き、カス2つはカラーサイン色紙、カス3つはサイン&イラスト入りニンテンドーDS Lite。
これ以降も色々な読者コーナーを展開している。商品はニンテンドーDS Lite、PSPであることが多い。「必カス技コンテスト」を最後にコーナーは終了した。

## アニメ

### おはコロシアム
2008年4月から2013年3月まで『おはスタ』の姉妹番組『おはコロシアム』に出演した。ケシカス、鉛筆、下敷き、カス息子はこの頃から出演していた。
スタッフ
- 原案協力 - 秋本武英
- 構成 - ささがわいさむ
- 3DCG製作 - 小学館ミュージック&デジタル エンタテイメント、西山良輔

### おはスタ
初のストーリーアニメで、2010年1月12日より隔週で放送されている。同年4月5日よりおはスタ第1部へ移動し毎週放送になり、オープニングアニメも追加された。夏休みなどの時期には過去回の再放送をはさむことがある。2010年末の放送を最後に新作は放送されておらず、再放送のみになっている。1話約2分で原作にあったエピソードを再現している。ボウズなど、おはコロシアムに出演しなかったキャラクターもここで順次登場し、ゲーム版のキャラクターも数体登場した。
原作との相違点として、股間がまったく映らず（前に物があったりケシカス自身が隠している）、その話題もないため、原作での「ちぎれたりちんこ出したりのヨゴレ芸が嫌」という文が「ちぎれたりスカート覗いたりの…」という台詞に変更になった。「ケシカスくん 大ブレイク!公式ファンBOOK」の付録DVDに過去回5話とOVAを収録。OVAではケシカスの股間や台詞に規制はなくなっている。
2013年7月29日からはCS放送局のカートゥーン ネットワークでも再放送が開始された。1話2分のエピソードを1日5話まとめて放送される。過去に『うちゅう人 田中太郎』や『メタルファイト ベイブレード』、『イナズマイレブン』などが日本以外のカートゥーン ネットワークで放送されていたが、『コロコロコミック』原作のアニメ化作品が日本のカートゥーン ネットワークで放送されるのは、極稀なことである。
2024年4月よりおはスタで12年ぶり再放送が開始された。以降毎週木曜日に放送されている。また再放送開始と同時に各動画配信サービスでも配信が開始された。

#### スタッフ
- 監督 - 加戸誉夫
- 原案協力 - 秋本武英
- シリーズ構成 - ふでやすかずゆき
- 脚本 - ふでやすかずゆき、笹川勇、吉田麻生
- キャラクターデザイン - 桑波田満
- CGディレクター - 西山良輔
- 編集 - 沖田秀樹
- 効果 - 北方将実
- 音楽 - 末廣健一郎
- 音響監督 - 藤田亜紀子
- 音響製作 - HALF H・P STUDIO
- 絵コンテ・演出 - 高橋秀弥、中村里美、黒田幸生 ほか
- スーパーバイザー - 佐上靖之、中沢利洋
- アニメーション製作 - 小学館ミュージック&デジタル エンタテイメント
- 製作協力 - XEBEC
- アニメーションプロデューサー - 吉澤政昭
- 番組担当 - 土方真→村松紗也子（テレビ東京）
- プロデューサー - 神宮寺真、齋藤雅弘

### うごくまんが
2016年1月15日より『デジコロ』ページにて公開されたデジタルコンテンツ。
『月刊コロコロコミック』2016年2月号掲載のシリアルコード入力で「決死のフライに挑め！」、「ケシカスくん 爆ケシファンBOOK」掲載のシリアルコード入力で「貫け！ちくわ道!!」「あの文具と真剣勝負!?」「よっちゃんの不思議な釣り!?」がそれぞれ閲覧可能。2016年7月からニンテンドー3DSにて新作も交え全15話配信（それに伴いシリアルコードは廃止された）。2023年3月に3DSのニンテンドーeショップ終了に伴い配信が終了した。
声の出演（うごくまんが）
声優はテレビアニメ版から一新されている。
- ケシカス - 山口翔平
- ボウズ - 加藤祐梨
- エンピツ - 小橋里美
- 修正液 - 鎌田美沙紀
- 水のり - 諸田和典
- エリートシャーペン - 諸田和典
- お父さん - うさみ航
- お母さん - 古木のぞみ
- 先生 - 牛木理人
- 宮本武シャー芯 - 市来光弘
- よっちゃん - 市来光弘
- 先生（6年） - うさみ航
- 男子 - 牛木理人、諸田和典、永谷直樹
- 女子 - 桜城あみこ、吉冨睦

スタッフ
- 原作 - 村瀬範行
- 編集担当 - 杉本和希
- アソシエイト・プロデューサー - 香月薫児
- クリエイティブ・プロデューサー - 西村伊三雄
- プロデューサー補 - 大江誠道
- OP/ED制作 - 平永真
- 色彩設計/彩色/補足作画 - 為壮顕
- キャスティング協力 - 新美基記
- 収録/MA - イン・プランスタジオ
- 動画制作 - かものはし動画
- 監督 - 多佳野歩
- 制作 - オーバーフェンス
- 製作 - 小学館